# Oesling
L'Oesling è la regione settentrionale del Lussemburgo, caratterizzata dal massiccio delle Ardenne.
La regione occupa il 32% del Granducato ed è caratterizzata per le colline e i boschi che la coprono. Le maggiori città presenti nell'area sono:  Clervaux, Vianden e Wiltz.